# Codex Chlumczansky
Le Codex Chlumczansky est un recueil d'inscriptions et de dessins italiens du XVIe siècle conservé dans la Bibliothèque du musée national tchèque à Prague.

## Composition
Manuscrit de 97 feuillets en neuf cahiers, le Codex Chlumczansky se compose de deux parties inégales: la première comprend trois cent cinquante inscriptions antiques et quelque cent cinquante dessins d'architecture, la deuxième une cinquantaine de dessins souvent collés, de huit inscriptions modernes et plusieurs textes.
Les inscriptions antiques, d'origine latine ou grecque, concernent Rome, d'autres villes italiennes du nord, la péninsule Ibérique, Nîmes et Vienne (Autriche).
Les dessins d'architecture sont des représentations de monuments ou parties de monuments historiques situés dans ces mêmes villes comme le Templum Veneris de la suite Roma antica, le marché de Trajan à Rome, la Porta Giula de Bramante, la Tombe de Pétrarque à Arquà Petrarca près de Padoue, le Mausolée de Cæccilia Metella via Appia près de Rome.

## Origine
L'archevêque de Prague Václav Leopold Chlumčansky de Přestavlky (1749-1830) a fait don du manuscrit et de cent seize autres volumes à la Bibliothèque du Musée national tchèque de Prague en 1824. Trois catalogues de la Bibliothèque publiés en 1927, 1964 et 1982  mentionne le Codex sous le nom de cet archevêque.
Le manuscrit a été relié pour Frédéric Gonzague (1500-1540), duc de Mantoue, qui l'aurait remis à Giulio Romano, son artiste favori, peintre architecte et décorateur, et l'auteur de quelques uns des dessins d'architecture réalisés pendant son séjour à Mantoue (1524-1546). Les autres dessins et inscriptions ont été réalisés entre 1498 et 1511 dans le nord-est de l'Italie.
On ne sait pas comment le manuscrit est passé de l'atelier de Giulio Romano à Prague, certainement pas par l'archevêque Chlumczansky qui, semble-t-il, n'a jamais visité l'Italie.

## Études critiques
L'auteur ou plutôt le compilateur du Codex n'est pas connu. Il ne cite ses sources que pour deux inscriptions qu'il dit connaître par l'intermédiaire d'un éminent humaniste et diplomate vénitien mort vers 1511, Girolamo Donato. Les autres sources citées sont considérées hypothétiques ou inexactes, ce qui semble indiquer que le reste du recueil est dérivé de sources de seconde main.
La deuxième partie du Codex montre des dessins d'artistes différents de la première partie, les légendes et annotations sont écrites en italien et l'encre utilisée n'est pas la même.

## Galerie
- Extraits du Codex Chlumczansky<ref>Dirk Jacob Jansen, « Jacopo Strada and Cultural Patronage at The Imperial Court, Chapitre 13 "Books, Prints and Drawings: The Musaeum as a Centre of Visual Documentation" », sur BRILL Over three centuries of scholarly publishing, 18 février 2019 (consulté le 30 novembre 2021)</ref>

Extraits du Codex Chlumczansky>Lien web |auteur=Dirk Jacob Jansen |titre=Jacopo Strada and Cultural Patronage at The Imperial Court, Chapitre 13
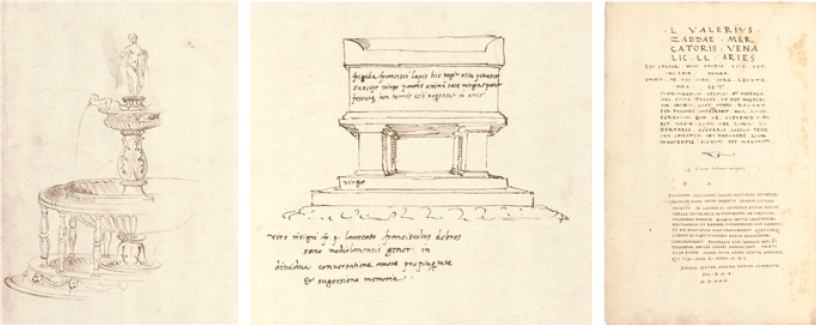
"Dessin d'une fontaine, tombe de Pétrarque à Arqua Petrarca, inscriptions classiques"
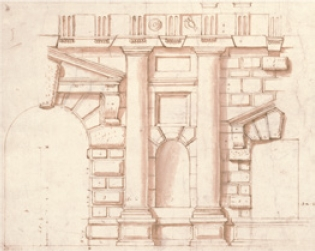
"Dessin de Giulio Romano, étude façade est de la cour du Palazzo del Te"
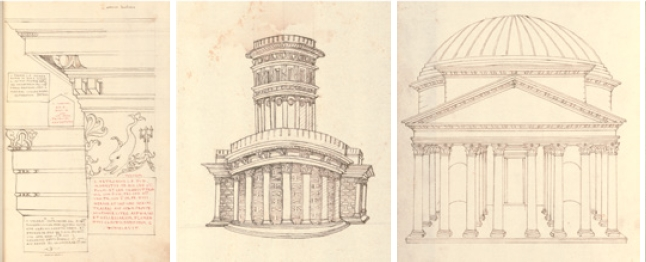
"Copies de reconstructions d'anciens monuments romains,incluant le Panthéon"